# Яан Сібул
Яан Сібул (рос. Иван Иванович Народный) (1870—1953) — російський емігрант естонського походження, який приїхав до Нью-Йорка в 1906 році разом з Максимом Горьким, щоб підняти авторитет революційного руху в Росії.
Яан народився в Естонії з оригінальним ім'ям Яан Сіббул. Він був сином Яана Сіббула (1840—1920) і Мадлі Аго (1830—1919).
За матеріалами ФБР, він був ув'язнений в Естонії в 1898 році. В інтерв'ю газеті Нью-Йорк таймс він сказав, що брав участь у революційній діяльності в Кронштадті під час революції 1905 року.
8 квітня 1906 року газета «Los Angeles Herald» повідомляла: «Факти російської революції передав нам один із провідних діячів революційного руху, який переховувався тут уже п'ять тижнів, оскільки на його адресу було покладено 50 000 рублів. Цей чоловік — Іван Народний. Він був причетний до торішнього Кронштадтського повстання як ватажок, а протягом трьох тижнів і керівник Балтійського губернського правління, невідомого зовнішньому світу. Останнє втопили в крові козаки, які убили жінку і двох дітей Народного і спалили його будинок. До цього він чотири роки сидів у тюрмі. Пан Народний приїхав до нас збирати гроші для нової Росії на революцію. Микола Чайковський [брат композитора], якого називають батьком російської революції, і письменник Максим Горький, який приїде сюди наступного тижня, візьме участь у цій справі».
Йому було гірко, що в Росії пригнічують інтелігенцію. Про створення російського музичного товариства з 4 жінками, включно з дружиною, він писав: «Нас назвали терористами, і урядовці почали систематичну агітацію проти нашої діяльності». Після переїзду в США: «Мої російські художні та музичні статті в американській періодиці були оголошені небезпечними потугами агітатора».
Ім'я Іван народний він взяв у 1898 році, коли вийшов на волю з Вируської в'язниці, куди потрапив за неправдиві свідчення. Його звільнили з в'язниці на підставі психіатричної довідки про те, що він був психічно хворим..
Народний організував вечерю на честь Горького 12 квітня в A Club на П'ятій авеню і забезпечив обстановку для оголошення нового комітету на підтримку запропонованої російської революції. До складу цього комітету входили Марк Твен, Вільям Дін Гауеллз, Роберт Дж. Коллієр і Фінлі Пітер Данн.
У 1915 році російський імперський уряд опублікував оголошення в нью-йоркських газетах, щоб підірвати його, представивши себе як самопроголошену «Російську торгову палату». Він брав участь у торгівлі зброєю, продаючи боєприпаси до Росії через Японію та Владивосток.
У 1916 році він опублікував у «Драмі» статтю про Михайла Арцибашева.
У 1917 році, після Лютневої революції, Яан представив себе головою Російсько-американської азійської корпорації та оголосив, що російська Дума створює «Сполучені Штати Росії». Для фінансування революції Іван Народний випустив облігації на 1000 доларів, називаючись прем'єр-міністром Російської республіки.